# Seara, Santa Catarina
Seara este un municipiu din statul Santa Catarina, Brazilia.